# كأس إستونيا 2016–17
كأس إستونيا 2016–17 (بالإستونية: Eesti jalgpalli 2016/2017. aasta karikavõistlused)‏ هو الموسم 25 من كأس إستونيا. أقيم خلال الفترة 31 مايو 2016 وحتى 27 مايو 2017، وأشرف على تنظيمه اتحاد إستونيا لكرة القدم، وكان عدد الأندية المشاركة فيه 101، وفاز فيه نادي انفونت تالين.